# Hispaniola
Hispaniola (francosko in latinsko Hipsaniola=Mala Španija; špansko La Española; haitijsko kreolsko: Ispayola; Taino: Ayiti/Quisqueya) je drugi največji otok Velikih Antilov. Zahodno tretjino otoka, ki leži vzhodno od Kube, zaseda Haiti, vzhodni dve pa Dominikanska republika.
Ljudstvo Taíno je otok imenovalo Kiskeja (Quisqueya), to ime se uporablja še v obeh državah, v Dominikanski republiki celo v poetičnem naslovu državne himne Quisqueyanos valientes (španščina Hrabri sinovi Kiskeje). Španci so otok prekrstili v Santo Domingo (Sveti Dominik), kar so Francozi uporabili za ime svoje kolonije Saint-Domingue. Ob neodvisnosti so prebivalci leta 1804 to kolonijo znova preimenovali v Haiti, ime, ki izhaja iz druge domorodne besede za otok, Ajiti (z vsemi različicami). Ime Haiti je bilo sprva mišljeno za celoten otok, ne le zahodni del, in tudi današnja Dominikanska republika je bila kratek čas znana pod imenom Španski Haiti. Tretje domorodno ime za otok je Bohajo.
Ob obali Hispaniole je več manjših otokov: na dominikanski strani so to otoki Beata, Saona in Catalina. Največji satelitski otok Hispaniole je otok Gonâve (Île de la Gonâve) v istoimenskem osrednjem zalivu (Golfe de la Gonâve), ki je umeščen med dva največja zahodna polotoka Hispaniole, ob južnem od njiju sta v njem še dva manjša otočka (Kajemiti; Les Cayemites) in ob jugozahodni obali največjega polotoka Île à Vache (Kravji otok). Otok Tortuga (Île de la Tortue) pa leži ob severni obali Haitija.
Dne 6. decembra 1492 je tja priplul Krištof Kolumb in leta 1493 na njej ustanovil prvo špansko kolonijo v Novem svetu.
Otok je bil naseljen z Indijanci Taíno iz jezikovne družine Aravaki, ki so tujce pričakali brez sovražnosti in jim celo pomagali graditi utrdbo. Kolumb je na otoku pustil kakšnih 30 mož. Kolonizacija se je nadaljevala čez nekaj mesecev, ko je priplulo 1300 Špancev; med njimi tudi novoimenovani guverner otoka, Kolumbov brat Bartolomej. Ta je leta 1496 ustanovil mesto Nueva Isabela, ki pa ga je kmalu uničil ciklon, tako da so ga znova zgradili na drugi strani reke Ozama pod imenom Santo Domingo, kjer so zgradili prvo katedralo, prvo bolnišnico in prvo univerzo v Ameriki.
Krištof Kolumb je 10. marca 1496 zapustil otok in odplul proti Španiji, s čimer je končal svoj šesti obisk Novega sveta.
Domorodno prebivalstvo je bilo kmalu iztrebljeno ali izčrpano. Leta 1501 so iz Afrike uvozili črne sužnje, ki so bili odpornejši od Indijancev.
Hispaniolo so za svoje oporišče kmalu posvojili francoski gusarji flibustieri, ki so od 17. stoletja prežali na španske galeje, ki so se vračale v Španijo. Zahodni del otoka so del po del prevzemali pustolovci in pirati, ki so z mesom zalagali flibustiere.
Leta 1665 je Ludvik XIV. uradno priznal francosko kolonizacijo otoka. Za upravitelja tega dela otoka, ki je prevzel ime Santo Domingo, je bil imenoval guverner Bertrand d'Ogeron. Ko so Francozi leta 1697 s sporazumom iz Ryswicka pridobili nadzor nad zahodnim delom Hispaniole, je ta po bogastvu in prebivalstvu kmalu zasenčil vzhodni del otoka. Prebivalstvo Dominikanske republike ni prehitelo Haitija vse do približno 1970. Haitijčani so večkrat zasedli vzhodni del otoka; v 1790. pod vodstvom bivšega črnega sužnja Toussainta L'Ouvertura in v letih 1821–1822 pod vodstvom Jean-Pierra Boyera.
Leta 1804 je Jean-Jacques Dessalines razglasil neodvisnost francoske kolonije, ki je pod imenom Republika Haiti postala prva črnska republika na svetu. Leta 1844, po več kot dvajsetletni haitski okupaciji, se je vzhodni del otoka osamosvojil pod imenom Dominikanska republika. Hispaniola je z okoli 20 milijoni prebivalcev najbolj naseljen otok Antilov.
| država                 | prebivalstvo ¹ | površina (km²) | gostota (na km²) |
| ---------------------- | -------------- | -------------- | ---------------- |
| Haiti                  | 7.063.722      | 27.750         | 255              |
| Dominikanska republika | 8.721.594      | 48.730         | 179              |
|                        | 15.785.316     | 76.480         | 206              |
| ¹ ocena iz julija 2002 |                |                |                  |